# Abbaye d'Imlech Ibuir
L'abbaye d'Imlech Ibuir(connue aussi sous les graphies Imlech Ibair, Imlech Ibhair, Imleach Ibhair, Imleach Iubhair ou simplement comme Imlech) était le plus important monastère du royaume de Munster (en irlandais : Muman), l'un des cinq royaumes d'Irlande. Son nom signifie « les rives du lac des ifs ». C'est aujourd'hui la petite paroisse d'Emly située dans la baronnie de Clanwilliam, dans le comté de Tipperary.
L'abbaye devait son importance à Saint Ailbe, un moine du VIe siècle qui fonda le monastère vers 510, devint le saint patron du royaume de Muman, donna son nom à une loi adoptée à la fin du VIIIe siècle, et aurait baptisé à Porth Clais Saint David, le futur saint patron du Pays de Galles.

## Chronologie des débuts du christianisme en Irlande
- v. 432 : arrivée de Saint Patrick (v. 385-461) en Irlande.
- v. 444 : fondation du monastère d'Armagh (en irlandais Ard Mhacha) par Saint Patrick.
- v. 450 : fondation des abbayes d'Inniscathery, Downpatrick, Saul, Trim, Ardagh, Duleek, Drumshallon et Louth par Saint Patrick.
- v. 465 : † de Saint Patrick.
- v. 480 : fondation des abbayes d'Antrim par Dartract (un disciple de Saint Patrick) et de Clogher par Saint Aid.
- v. 484 : fondation du couvent et de l'abbaye de Kildare par Sainte Brigit (v. 451-525).
- v. 500 : fondation d'un monastère à Swords par Saint Colomb, d'un prieuré à Castle Dermot par Saint Dermot (Saint Diarmaid le Juste) et d'une abbaye à Lough Deary par Saint Dabeoc.
- v. 510 : fondation de l'abbaye d'Imlech par Saint Ailbe.
- v. 530 : fondation de l'abbaye de Glendalough par Saint Kevin (v. 500-618).
- v. 540 : fondation d'une abbaye à Clones par Saint Tigernach mac Coirpri († v. 549) et de l'abbaye de Roscommon par Saint Colman mac Faelchon, un disciple d'Ailbe.
- v. 544 : fondation de l'abbaye de l'île de tous les saints, à Lough Ree, par Saint Ciarán (v. 515-550).
- v. 546 : fondation des abbayes de Derry et Durrow par Saint Columbanus (v. 540-615).
- v. 548 : fondation de l'abbaye de Clonmacnoise par Saint Ciarán.
- v. 549 : fondation de l'abbaye de Clonard by Saint Ciarán.
- v. 550 : fondation des abbayes de Muckamore par Saint Colman mac Faelchon et d'Aghmacarte par O'Dempsey.
- v. 555 : fondation des abbayes de Drum lane, de Kells par Saint Columbanus et de Bangor par Saint Comgall († v. 601).
- v. 570 : fondation d'un monastère à Ardfert par Saint Brendan (v. 484-574), de l'abbaye d'Innisfallen par Saint Finian le Lépreux (Finian Lobhar) et de l'abbaye d'Aghaboe par Saint Canice (v. 515-600).
- v. 590 : fondation d'un monastère à Drumcliffe par Saint Columba (v. 521-597).
- v. 600 : Saint Augustin convertit le roi Æthelberht de Kent.
- v. 620 : fondation d'un monastère à Kilmacduagh par Saint Colman mac Duagh (v. 550-632).
- v. 627 : conversion du roi Edwin de Northumbrie par Saint Paulin.
- v. 630 : fondation de l'abbaye de Les Mór par Saint Mochuda (Mo Chutu mac Fínaill, † v. 637) et d'un prieuré à Fore par Saint Féchín († v. 665).
- v. 634 : Saint Aidan d'lona († v. 651) réintroduit le christianisme à Lindisfarne.
- v. 650 : des missionnaires irlandais arrivent sur le continent[7].

## Sources
La principale source de renseignement sur les abbés d'Imlech sont les Annales d'Inisfallen qui mentionnent 51 des 66 abbés cités entre 660 et 1308. Pour 29 d'entre eux, les dates de décès ne sont d'ailleurs connues qu'à travers la mention qui en est faite dans les Annales d'Inisfallen.
Les Annales des quatre maîtres mentionnent 36 des 66 abbés connus, dont 8 apparaissent uniquement dans ces annales (2 à la fin du troisième quart du VIIIe siècle et 5 entre 1078 et 1250). Les Annales d'Ulster sont une source complémentaire importante dans laquelle apparaissent 18 abbés, tous connus par ailleurs. Les Annales de Tigernach, le Chronicon Scotorum (2e et 3e quarts du XIe siècle) et les Annales fragmentaires d'Irlande (2de moitié du IXe siècle) ne mentionnent qu'épisodiquement les abbés d'Imlech.
Un seul abbé est mentionné dans 5 des 6 sources : Cairbre Ua Lígdai, tué à la bataille de Sliab Crot en 1058 lors d'une expédition conduite par Toirdelbach Ua Briain, un petit-fils de Brian Boru, et le roi de Laigin Diarmait mac Maíl na mBó qui aboutit à la défaite du roi de Muman Donnchad mac Briain.
Trois abbés sont mentionnés dans 4 sources (Conaing v. 661, Tipraite v. 913 et Saerbrethach v. 1025), 10 dans 3 sources, 15 dans 2 sources et 37 dans une seule source.

## Histoire
Si l'on ignore la date de la naissance d'Ailbe, et que l'on situe vers 510 la date de la fondation de l'abbaye par le saint, les sources sont abondantes sur la date de la mort de son premier abbé. Elles divergent malheureusement de façon importante puisqu'elles la placent quelque part entre 527 et 542.
Les annales sont ensuite silencieuses pendant plus d'un siècle et l'abbaye n'est plus mentionnée avant le début du second quart du VIIe siècle, lorsque l'on apprend que le roi Cathal mac Áedo (mort vers 628) a été enterré dans l'abbaye, du moins si l'on en croit un poème attribué à sa veuve, Mór Muman :
Dans l'abbaye d'Imlech 
Qu'Ailbe a ennobli par sa crosse, 
Il est une chose merveilleuse : 
La terre recouvrant le front de Cathal.
Puis c'est de nouveau le silence pendant 30 ans, jusqu'à 661 et le décès du premier successeur d'Ailbe connu, Conaing, petit-fils de Dant,,,. Celui-ci devait avoir très bonne réputation en Irlande si l'on en croit ce poème :
Les morts de cette année—
Il n'y a rien ni personne à pleurer en comparaison d'eux—
Mael Dúin, Béc fils de Fergus,
Conaing, et Cuiméne le Grand.
Aucun autre détail que le nom d'une dizaine d'abbés ne sera disponible au cours du siècle suivant.
Le prestige du saint d'Imlech fut sollicité vers 784,, lorsque sera adoptée dans le royaume la Loi d'Ailbe. Il s'agissait d'un cáin ou rechtge, c'est-à-dire d'un dispositif permettant aux rois et aux hommes d'église de mobiliser temporairement (souvent pour sept ans aux VIIIe siècle et IXe siècle) la société, et que l'on appuyait de plus en plus souvent de l'autorité d'un saint dont les reliques parcouraient alors le pays afin de lui donner force de loi. Ces « contrats » se multiplièrent en périodes de guerres et de famines, en fournissant notamment une forme de protection aux non-combattants.
Vers 845-847 se produisit le premier pillage de l'abbaye par les Normands (appelés « étrangers » ou « païens » dans les annales). Il allait être suivi d'une longue série.
C'est à peu près au même moment qu'un abbé d'Imlech, Ólchobar, devint roi de Muman. Ce choix semblait illustrer une difficulté à trouver un souverain à l'intérieur du cercle restreint des Eóganachta. Lorsque ceci se produisait, les rois étaient choisis le plus souvent dans une branche éloignée et peu puissante (ici, celle des Locha Léin qui, en 350 ans, n'avait jusque là fourni que 3 rois). Celui-ci se démit aussitôt de sa charge d'abbé au bénéfice d'un certain Finan qui mourut peu après.
Une vingtaine d'années plus tard, l'abbé Cenn Fáelad devint à son tour roi de Muman mais conserva son titre d'abbé. Il était le petit-fils d'un ancien abbé d'Innis Celtra, Mugthigern mac Cellaig et le neveu de Rechtibrae, l'un de ses prédécesseurs sur le siège d'Imlech, ce qui tend à montrer que les sièges des abbayes les plus importantes étaient de plus en plus accaparés par des princes issus de branches cadettes de la famille régnante.
En 908, l'abbé Tipraite fut compromis dans l'expédition menée par le roi Cormac et son mauvais génie, Flaithbertach, contre le roi Cerball du Laigin et son allié, Flann Sinna, le Haut-Roi d'Irlande de l'époque. L'abbé s'arrêta au monastère de Leighlin et ne participa pas à la bataille de Mag Ailbe, ce qui lui sauva peut-être la vie (l'abbé de Cenn Éitig, Colmán, tomba lui au combat, comme beaucoup d'autres clercs et plusieurs rois). Tipraite mourut cinq ans plus tard.
Les Annales d'Inisfallen mentionnent ensuite, pour l'année 947, un double miracle : une feuille serait descendue du ciel sur l'autel de l'abbaye et un oiseau aurait parlé au peuple. La même année, Blácair, roi des Normands, fut tué.
À partir du milieu des années 960, avec le pillage de l'abbaye en 968, et pour les deux siècles et demi à venir, les annales sont remplies de scènes de pillages et d'incendies.
Ces violences n'empêchaient toutefois pas le développement des différends et des contestations. L'une d'elles éclata dès 973 lorsque Dub dá Leithe, abbé d'Armagh, se querella avec l'abbé d'Imlech en ce qui concernait la levée de l'impôt. Mathgamain, le roi de Muman, les contraignit à un accord qui donnait raison au successeur de Patrick.
En 987, Brian Boru, frère de Mathgamain, qui n'était encore que roi de Muman, vint à la tête d'une armée et prit des otages dans les principales abbayes de la région, Les Mór, Corcach et Imlech Ibuir.
Vers 1015, la plupart des églises et des monastères furent temporairement abandonnés en raison de l'insécurité, dont Imlech,.
En 1032, l'héritier désigné au trône de Muman, Étrú Ua Conaing, fut tué par les moines de la communauté d'Imlech alors qu'il tentait de s'emparer des richesses du monastère,,. Vingt ans plus tard, l'abbaye fut une nouvelle fois incendiée avant qu'un fils de Carthach ne s'en s'empare et n'expulse de son siège l'abbé Cairbre Ua Lígdai. En 1054, une armée venue d'Osraige, accompagnée de Normands, traversa le royaume et atteignit une nouvelle fois Imlech. Quatre ans plus tard, alors que le monastère a été « complètement brûlé, à la fois l'église de pierre et la tour de la cloche »,,, on retrouva l'ancien abbé chassé d'Imlech, Cairbre Ua Lígdai, défendant le royaume au côté du roi de Muman Donnchad mac Briain contre une coalition du Laigin, d'Osraige et des Normands. Il trouva la mort à la bataille de Sliab Crot,,,.
En 1080, une petite-fille de Brian Boru, Derbhforgaill, épouse du roi de Laigin Diarmait mac Maíl na mBó, s'éteignit dans l'abbaye d'Imlech.
En 1088, une nouvelle armée venue du nord pilla le royaume et atteignit Imlech. L'année suivante, les abbayes de Corcach, Imlech, Ard-fearta, et Cill-dara furent incendiées. L'abbaye brûla de nouveau en 1116,.
En 1123, l'abbé Mael Mórdha et le chef de la famille des Eóganacht Áine firent l'objet d'une tentative d'assassinat en plein cœur de l'abbaye par un diacre nommé Gillacaech Ua Ciarmhaic. Ils parvinrent à s'échapper mais sept personnes de leur suite moururent et la cloche de fer de l'abbaye, connue sous le nom de Bearnan Ailbe, fut détruite au cours de l'incendie. Le diacre fut pris et décapité dans le mois qui suivit.
L'abbaye brûla encore en 1152, 1154, 1162 et 1192.
Enfin, en 1311, un grand concile se tint en France, à Vienne, présidé par le pape Clément V. Il avait été convoqué pour discuter de l'avenir des Templiers. Y furent mandés en personne les évêques de Cashel, Cell Da Lua, Les Mór, Imlech Ibuir et Cluain. Aucun d'entre eux ne se présenta ni n'envoya de députés compétents.

## Chronologie des abbés et évêques d'Imlech
- v. 661 : † de Conaing, petit-fils de Dant, abbé[n 6]
- 686 : † de Cúán, abbé[50].
- 708 : † de Conamail, fils de Carthach, abbé[51].
- 720 : † de Cellach, abbé[52].
- 760 : † d'Abnér, abbé[53].
- 763 : † de Ceinnsealach, fils de Cuboirne, abbé[54].
- 769 : † de Seanchan, abbé[55].
- 771 : † de Brócán, abbé[56].
- v. 781 : † de Seanchan ou Senchán, évêque et abbé[n 7].
- v. 787 : † de Cúán, abbé[n 8].
- v. 819 : † de Rechtabrae, fils de Muchthigern, abbé[n 9].
- 825 : † de Flann, fils de Fairchellach, abbé de Lios Mór, d'Imlech Ibuir et de Corcach[57].
- 848 : Ólchobar, fils de Cináed, abbé, devient roi de Muman et est remplacé par Finan[58].
- 850 : † de Finan, abbé[59].
- 851 : † d'Ólchobar, ancien abbé et roi de Muman[60].
- v. 858 : † de Máel Tuili, abbé[n 10].
- 858 : † de Maine, fils d'Uargus, abbé[61].
- 861 : Cenn Fáelad, petit-fils de Mugthigern, devient roi de Muman, mais conserve son titre d'abbé[62].
- v. 872 : † de Cenn Fáelad, roi de Muman, abbé[n 11].
- v. 882 : † de Ruidgel, évêque et abbé[n 12].
- v. 887 : †  de Cú cen Máthair, abbé[n 13].
- 890 : † d'Eógan, fils de Cenn Fáelad, abbé, qui périt probablement assassiné[63].
- v. 899 : † de Mescell, fils de Cumascach, abbé[n 14].
- v. 904 : † de Flann, fils de Conail, abbé[n 15].
- v. 913 : † de Tipraite, fils de Maelfinn, évêque et abbé[n 16].
- 914 : après la mort de Tipraite, le monastère semble être resté un an sans abbé jusqu'à l'élection d'Eochaid, fils de Scandán[64].
- v. 935 : † de Macclenna, abbé d'Imlech-Ibuir et de Liath-mor-Mochaemhog. Il périt vraisemblablement assassiné[n 17].
- v. 942 : † d'Eochaid, fils de Scandán, abbé[n 18].
- 942 : † de Mael Cáich, lecteur[65].
- 954 : † d'Uarach, évêque[66].
- v. 957 : † de Mael Cellaig, fils d'Aedh, abbé[n 19].
- v. 980 : † de Faelán, fils de Caellaide, évêque et abbé[n 20].
- 980 : Tipraite est démis de ses fonctions d'abbé et l'abbaye est confiée à Cétfaid, fils adoptif de Riata[67].
- v. 989 : † de Cétfaid, fils adoptif de Riata, comarbae d'Ailbe[n 21].
- 990 : Marcáin, fils de Cennétig et frère de Brian Boru, est nommé[68] à la tête de l'abbaye[n 22].
- 995 : Colum, fils de Laigenáin, est nommé à la tête de l'abbaye[70].
- v. 1002 : † de Colum, comarbae d'Ailbe[n 23].
- v. 1003 : † de Dub Sláine, fils de Lorcáin, abbé[n 24].
- 1015 : l'abbaye est abandonnée, comme beaucoup d'autres église du royaume de Muman, en raison des raids répétés[71].
- 1024 : † de Mael Mórda, fils d'hArrochtáin, « lecteur d'Imlech Ibuir, et le plus éminent en Mumu pour ses aumônes et sa générosité »[72].
- v. 1025 : † de Saerbrethach, comarbae d'Ailbe[n 25], « l'honneur de l'Irlande »[73], « pilier de la richesse et de la dignité de l'ouest (rectè : sud) de l'Irlande »[74].
- 1039 : † de Mael Finniae, évêque[75].
- 1046 : † de Ua Flainn de Cua, comarbae d'Ailbe, durant un pèlerinage[76].
- 1048 : † de Clothna Muimnech, comarbae d'Ailbe[n 26].
- 1052 : un fils de Carthach[n 27] s'empare de l'abbaye et expulse du siège d'abbé Cairbre Ua Lígdai, lecteur[32].
- 1058 : † de Cairbre Ua Lígdai, érenach, lors d'un raid mené par Toirdelbach Ua Briain, un petit-fils de Brian Boru, et Diarmait mac Maíl na mBó, roi de Laigin. Cairbre mourut à la bataille de Sliab Crot où le roi de Muman, Donnchad mac Briain, fut vaincu[78].
- 1058 : † de Maelisa Ua Flainnchua, érenach[79].
- v. 1074 : † de Mael Mórda, comarbae d'Ailbe[80].
- 1078 : † de Coibdenach Ultach, l'Ulidien, « le plus vénérable et l'homme le plus pieux d'Irlande »[81], « il était la tête de la piété en Irlande »[82]. Il n'est pas qualifié d'abbé mais seulement de confesseur, anmchara[83].
- 1081 : † de Flann Cuilléin, lecteur[84].
- 1088 : † de Cathalán Ua Forreidh, « parangon de sagesse et de piété », le 3 des nones de mars (5 mars, dédié à Saint Ciarán de Saigir, qui tombait cette année là un dimanche et précédait de deux jours Mardi gras) :

Cathalán à la vraie piété,
Était le sage de la communauté, un ancien ;
Il est monté au Ciel, dans le palais brillant,
Pour la fête de Ciarán de Saigir.
- 1089 : † de Fearghal Ua Meisdeadhaigh, lecteur[86].
- 1092 : † de Mael Ísu Ua hArrachtáin, comarbae d'Ailbe[87].
- 1095 : † de Ua Maelcraeibhe, « l'un de ceux d'Imleach Ibhair »[88]. Il semble avoir succombé à une épidémie de peste.
- 1114 : † de Diarmaid Ua Floinn, comarbae d'Ailbe, « un noble évêque et lecteur, un dispensateur de biens et de nourriture, d'honneurs et d'aumônes »[89].
- 1122 : † de Conchobhar Ua Lígda, comarbae d'Ailbe[90]. Mael Mórda, petit-fils de Clothna, lui succède[91].
- 1123 : Mael Mórda et le fils de Cearbhall Ua Ciarmhaic, roi des Eóganacht Áine, font l'objet d'une tentative d'assassinat de la part du diacre Gillacaech Ua Ciarmhaic[45].
- 1163 : † de Maelisa Ua Laighnain, évêque et comarbae d'Ailbe[92].
- 1164 : † du comarbae d'Ailbe et de son fils, assassinés sans indication d'identité[93].
- 1173 : † de Ua Meic Stia, évêque et comarbae d'Ailbe[94].
- 1197 : † de Ragnall Ua Flainn Chua, évêque et abbé[95].
- 1250 : † de l'évêque d'Imleach Iubhair[96].
- 1266 : † de Gillibert, évêque[97].
- 1281 : † de Ó Tusig, évêque[98].
- 1308 : † de l'évêque d'Imlech Ibuir, chancelier du lord-lieutenant d'Irlande Piers Gaveston[99].